# Timeslip (videogioco)
Timeslip è un videogioco pubblicato nel 1985 per Commodore 16 e nel 1986 per Atari 8-bit dalla The English Software Company. Si tratta di uno sparatutto a scorrimento orizzontale verso sinistra, caratterizzato dalla suddivisione dello schermo in tre aree, ciascuna con un diverso mezzo controllato e un diverso scenario (superficie in alto, sotterraneo al centro, caverna sottomarina in basso). Solo un'area alla volta è attiva e si passa dall'una all'altra in determinate situazioni.